# Asediul Plevnei

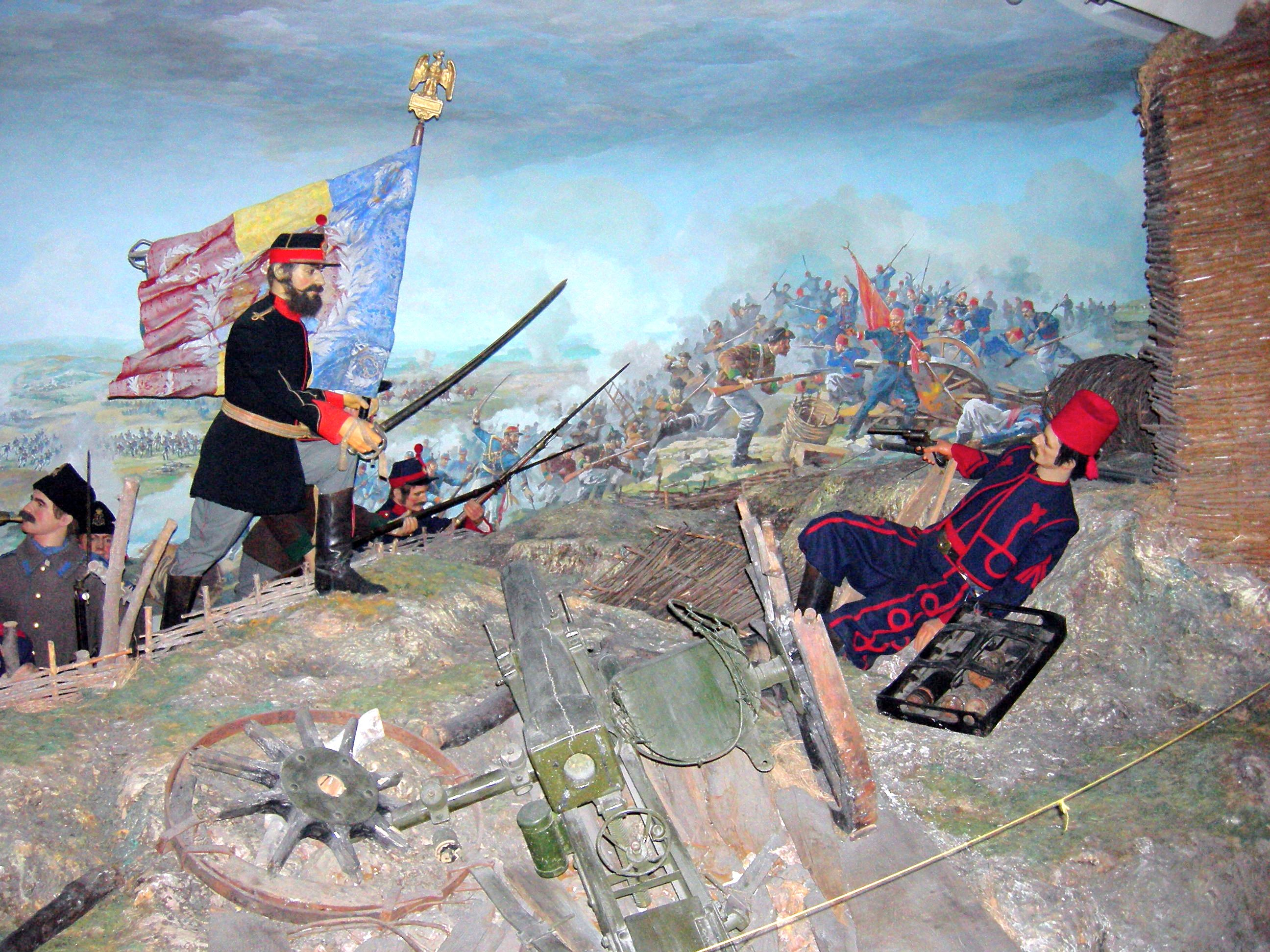
Dioramă ce ilustrează asediul Plevnei la Muzeul Militar Național

Asediul Plevnei a fost una dintre principalele bătălii ale Războiului Ruso-Turc din 1877–1878. După ce armata rusă a traversat Dunărea la Sviștov, ea a început să avanseze spre centrul Bulgariei de astăzi, cu scopul de a trece Munții Balcani spre Istanbul, evitând cetățile turcești fortificate de pe malul Mării Negre. Armata otomană condusă de Osman Pașa, întoarsă din Serbia după un conflict cu acea țară, a fost masată în orașul fortificat Plevna, oraș întărit și înconjurat de numeroase redute, aflat la o importantă intersecție de drumuri.
După două asalturi nereușite, în care pierduse efective prețioase, comandantul trupelor ruse de pe frontul balcanic, marele duce Nicolai, a cerut cu insistență (prin telegrama din 19 iulie) ajutorul aliatului său român Carol I. Carol a trecut și el Dunărea cu o armată românească și a fost pus la comanda trupelor ruso-române. El a decis să nu mai facă niciun asalt, ci să asedieze orașul, tăind căile de aprovizionare cu alimente și muniții. Armata ruso-română a reușit la începutul asediului să cucerească mai multe redute din jurul Plevnei, păstrând pe termen lung doar reduta Grivița. Asediul început în iulie 1877 s-a încheiat abia în luna decembrie a aceluiași an când Osman Pașa a încercat fără succes să forțeze ruperea asediului și a fost rănit. În cele din urmă, refugiat într-o moară, Osman a primit delegația condusă de colonelul Mihail Cerchez și a acceptat condițiile de capitulare oferite de aceasta. Generalul turc, Osman Pașa, atunci când a capitulat și s-a declarat prizonier în timpul Războiului de  Independență,  a predat sabia generalului român Mihail Cristodulo Cerchez, comandant al trupelor române la Plevna. Aceasta se afla la Muzeul Regiunii Porților de Fier, dar a fost furată în anul 1992.
În urma bătăliei, armatele ruse au putut avansa și au atacat în forță pasul Șipka, reușind să învingă defensiva otomană și să își deschidă drumul spre Istanbul.